# اوج‌گیری با شیب کنترل‌پذیر
اوج‌گیری با شیب کنترل‌پذیر یا شیب اوج‌گیری کنترل‌پذیر (همچنین به عنوان سرخوردن والکالونگ شناخته می‌شود) نوعی از سراشیبی است که در آن شیبی برای دنبال کردن یک گلایدر والکالونگ (هواپیمای اسباب‌بازی سبک‌وزن) ایجاد می‌شود و با تغییر باد در مجاورت هواپیما، مسیر گلایدر را حفظ و کنترل می‌کند.
شیب کنترل‌پذیر به هر جسمی گفته می‌شود که بتوان از آن برای تأثیر بر هوای زیر هواپیما استفاده کرد: یک تکه مقوا، دست‌های خلبان یا حتی سر. شیب کنترل‌پذیر معمولاً توسط شخصی که گلایدر را در حال پرواز دنبال می‌کند دستکاری می‌شود (لطفاً عکس را ببینید).
اوج‌گیری با شیب کنترل‌پذیر به یک گلایدر امکان می‌دهد تا بدون نیاز به موتور هواپیما یا سیستم کنترل پرواز داخل هواپیما، به پرواز پایدار دست یابد.